# Patton Versus Rommel
Patton Versus Rommel est un jeu vidéo de type wargame développé par Chris Crawford et publié par Electronic Arts en 1986 sur Macintosh, puis porté sur Commodore 64, IBM PC et Tandy. Le jeu se déroule pendant la Seconde Guerre mondiale et simule l'offensive américaine de juillet 1944 dans le Cotentin, connu sous le nom de opération Cobra, dont l'objectif est d'enfoncer les lignes allemandes afin d'ouvrir la route vers la Bretagne. Le jeu oppose le général George Patton de l'US Army et le marshall Erwin Rommel de la Wehrmacht bien qu'en réalité, ils ne se sont pas affronté lors de cette bataille. Le jeu se déroule sur une carte représentant la Normandie où les unités sont représentées par des carrés ornés d'un symbole qui indique le type de troupes (infanterie ou char d'assaut) qui les composent,. Sur cette carte, les américains tentent de progresser afin de capturer des positions clés défendues par les Allemands qui essayent au contraire de résister à l'offensive ennemie jusqu'au dernier tour de jeu, le 8 août 1944. Le jeu peut opposer deux joueurs ou un joueur et l'ordinateur. Dans ce dernier cas, il propose trois niveaux de difficulté, les niveaux supérieurs offrant des fonctions et des commandes supplémentaires afin de multiplier les possibilités stratégiques,.

## Accueil
| Patton vs. Rommel |      |       |
| Média             | Pays | Notes |
| Apple 2000        | GB   | 5/5   |
| Commodore User    | GB   | 8/10  |
| The Games Machine | GB   | 76 %  |